# Simon Hansen (atlet)
 Der er flere personer med dette navn, se Simon Hansen.
Simon Hansen (født 30. juni 1998) er en dansk atletikudøver, primært sprinter. Han har vundet tre danske mesterskaber, deraf én indendørs. Han stiller op for Aarhus 1900 og har desuden en professionel aftale med Nike.

## Atletikkarriere

### Sprint
Simon Hansen spillede oprindeligt fodbold, men inspireret af Usain Bolts præstationer fandt han på at dyrke sprint med henblik på at blive hurtigere til fodbold. Han meldte sig derpå ind i atletikklubben Herning GF, og ved DM for ungdom i 2012 satte han sin første danske ungdomsrekord.
Simon Hansen er tre gange blevet nummer tre ved DM på 100 m, i 2015, 2016 og 2021, inden han blev dansk mester på distancen i 2023 ved DM i atletik i en tid på 10,39 s. Desuden har han vundet tre danske mesterskaber på 200 m (2016, 2019 og 2022) samt blevet nummer tre på samme distance i 2020. Han har desuden tre DM-titler i 60 m indendørs (2020, 2021 og 2024) samt en andenplads.
Ved DM for hold 5. september 2021 satte Simon Hansen ny dansk rekord på 200 meter, da han løb i tiden 20,49 sekunder, hvilket var en forbedring af Jens Smedegaards rekord fra 1979 på 0,03 sekund. Tazana Kamanga-Dyrbak havde tidligere i 2021 løbet på 20,48 sekunder, men dette var sket ved et stævne, der ikke levede op til danske krav til officielle rekorder, så derfor blev det ikke godkendt.
Sammen med Tazana Kamanga-Dyrbak, Frederik Schou-Nielsen og Kojo Musah forbedrede Simon Hansen den danske rekord i 4×100 meterløb ved VM i stafet i 2021, hvor kvartetten overraskende blev nummer fire i tiden 39,06 sekunder. Finalepladsen ved VM gav også kvalifikation til OL 2020 (afholdt i 2021).
Kvartetten, der vandt OL-kvalifikationen, deltog senere på året i OL, hvor de fire løbere forbedrede den danske rekord til 38,16 sekunder i indledende heat, men det gav blot en syvendeplads i heatet, som ikke var tilstrækkeligt til at kvalificere til finalen.
I maj 2024 satte Simon Hansen personlig rekord i 100 m med 10,21 sekunder, og ved EM i juni samme år kvalificerede han sig til semifinalen med 10,22 sekunder, hvorpå han blev samlet nummer ni i semifinalen, hvilket akkurat ikke var nok til at give kvalifikation til finalen. Imidlertid måtte en anden deltager trække sig fra finalen, og dermed var der alligevel plads til Hansen i finalen. Her forbedrede han sin personlige rekord til 10,19 sekunder, hvilket rakte til en syvendeplads – det bedste danske EM-resultat nogensinde i disciplinen. Nogle dage senere løb han også 4×100 meterløb ved EM sammen med Jacob Hvorup, Emil Mader Kjær og Rasmus Klausen, og det lykkedes for denne kvartet at kvalificere sig til finalen i ottendebedste tid. Præstationen var historisk, idet det var første gang et dansk mandligt stafethold kvalificerede sig til en finale ved et stort international stævne siden OL 1920. I finalen, hvor Rasmus Klausen var erstattet af Frederik Schou, blev danskerne nummer seks.

### Højdespring
I 2017 deltog han for Danmark ved European Games, hvor han ret usædvanligt stillede op i højdespring, fordi den tilmeldte danske deltager, Jonas Kløjborg, sent meldte afbud. Simon Hansen endte højst overraskende med at vinde konkurrencen med et spring på 1,92 m. Han havde, da han var yngre, sprunget en del højdespring, men havde ikke dyrket denne disciplin i mere end fire år, da han blev kastet ud i konkurrencen ved European Games.

## Familie
Simon Hansen er søn af Ove Hansen, der var elitefodboldspiller i 1980'erne og 1990'erne og kendt for at være meget hurtig (han havde tilnavnet Turbo-Ove).